# Membri del Naismith Memorial Basketball Hall of Fame

Naismith Memorial Basketball Hall of Fame

Questa voce comprende la lista dei membri del Naismith Memorial Basketball Hall of Fame.
La lista comprende cinque categorie: allenatori, arbitri, contributori, giocatori e squadre.

## Allenatori
I requisiti per poter essere iscritti come allenatori prevedono che lo sportivo si sia ritirato da almeno cinque anni oppure, se ancora in attività, che abbia allenato consecutivamente per almeno 25 anni.
| Anno | Nome                 | Nazione          |
| ---- | -------------------- | ---------------- |
| 1959 | Walter Meanwell      | Inghilterra      |
| 1959 | Doc Carlson          | Stati Uniti      |
| 1959 | Phog Allen           | Stati Uniti      |
| 1960 | Ernest Blood         | Stati Uniti      |
| 1960 | Piggy Lambert        | Stati Uniti      |
| 1960 | Frank Keaney         | Stati Uniti      |
| 1961 | George Keogan        | Stati Uniti      |
| 1961 | Lenny Sachs          | Stati Uniti      |
| 1964 | Ken Loeffler         | Stati Uniti      |
| 1965 | Howard Hobson        | Stati Uniti      |
| 1966 | Everett Dean         | Stati Uniti      |
| 1968 | Doggie Julian        | Stati Uniti      |
| 1968 | Howard Cann          | Stati Uniti      |
| 1968 | Slats Gill           | Stati Uniti      |
| 1969 | Adolph Rupp          | Stati Uniti      |
| 1969 | Henry Iba            | Stati Uniti      |
| 1969 | Red Auerbach         | Stati Uniti      |
| 1970 | Ben Carnevale        | Stati Uniti      |
| 1972 | Ed Diddle            | Stati Uniti      |
| 1973 | Bruce Drake          | Stati Uniti      |
| 1973 | Dutch Lonborg        | Stati Uniti      |
| 1973 | John Wooden          | Stati Uniti      |
| 1976 | Harry Litwack        | Stati Uniti      |
| 1977 | Frank McGuire        | Stati Uniti      |
| 1979 | Ed Hickey            | Stati Uniti      |
| 1979 | Ray Meyer            | Stati Uniti      |
| 1979 | Sam Barry            | Stati Uniti      |
| 1980 | Everett Shelton      | Stati Uniti      |
| 1981 | Arad McCutchan       | Stati Uniti      |
| 1982 | Clarence Gaines      | Stati Uniti      |
| 1982 | Everett Case         | Stati Uniti      |
| 1983 | Dean Smith           | Stati Uniti      |
| 1984 | Jack Gardner         | Stati Uniti      |
| 1985 | Harold Anderson      | Stati Uniti      |
| 1985 | Margaret Wade        | Stati Uniti      |
| 1985 | Marv Harshman        | Stati Uniti      |
| 1986 | Fred Taylor          | Stati Uniti      |
| 1986 | Red Holzman          | Stati Uniti      |
| 1986 | Stan Watts           | Stati Uniti      |
| 1988 | Ralph Miller         | Stati Uniti      |
| 1991 | Bob Knight           | Stati Uniti      |
| 1992 | Al McGuire           | Stati Uniti      |
| 1992 | Jack Ramsay          | Stati Uniti      |
| 1992 | Lou Carnesecca       | Stati Uniti      |
| 1992 | Phil Woolpert        | Stati Uniti      |
| 1993 | Cesare Rubini        | Italia           |
| 1994 | Chuck Daly           | Stati Uniti      |
| 1994 | Denny Crum           | Stati Uniti      |
| 1995 | Aleksandr Gomel'skij | Russia           |
| 1995 | John Kundla          | Stati Uniti      |
| 1997 | Antonio Díaz-Miguel  | Spagna           |
| 1997 | Don Haskins          | Stati Uniti      |
| 1997 | Pete Carril          | Stati Uniti      |
| 1998 | Alex Hannum          | Stati Uniti      |
| 1998 | Aza Nikolić          | Serbia           |
| 1998 | Jody Conradt         | Stati Uniti      |
| 1998 | Lenny Wilkens        | Stati Uniti      |
| 1999 | Billie Moore         | Stati Uniti      |
| 1999 | John Thompson        | Stati Uniti      |
| 2000 | Morgan Wootten       | Stati Uniti      |
| 2000 | Pat Summitt          | Stati Uniti      |
| 2001 | John Chaney          | Stati Uniti      |
| 2001 | Mike Krzyzewski      | Stati Uniti      |
| 2002 | Kay Yow              | Stati Uniti      |
| 2002 | Larry Brown          | Stati Uniti      |
| 2002 | Lute Olson           | Stati Uniti      |
| 2003 | Leon Barmore         | Stati Uniti      |
| 2004 | Bill Sharman         | Stati Uniti      |
| 2005 | Jim Boeheim          | Stati Uniti      |
| 2005 | Jim Calhoun          | Stati Uniti      |
| 2005 | Sue Gunter           | Stati Uniti      |
| 2006 | Geno Auriemma        | Stati Uniti      |
| 2006 | Sandro Gamba         | Italia           |
| 2007 | Mirko Novosel        | Croazia          |
| 2007 | Pedro Ferrándiz      | Spagna           |
| 2007 | Phil Jackson         | Stati Uniti      |
| 2007 | Roy Williams         | Stati Uniti      |
| 2007 | Van Chancellor       | Stati Uniti      |
| 2008 | Cathy Rush           | Stati Uniti      |
| 2008 | Pat Riley            | Stati Uniti      |
| 2009 | C. Vivian Stringer   | Stati Uniti      |
| 2009 | Jerry Sloan          | Stati Uniti      |
| 2010 | Bob Hurley           | Stati Uniti      |
| 2011 | Herb Magee           | Stati Uniti      |
| 2011 | Tara VanDerveer      | Stati Uniti      |
| 2011 | Tex Winter           | Stati Uniti      |
| 2012 | Lidija Alekseeva     | Unione Sovietica |
| 2012 | Don Nelson           | Stati Uniti      |
| 2013 | Sylvia Hatchell      | Stati Uniti      |
| 2013 | Guy Lewis            | Stati Uniti      |
| 2013 | Rick Pitino          | Stati Uniti      |
| 2013 | Jerry Tarkanian      | Stati Uniti      |
| 2014 | Bob Leonard          | Stati Uniti      |
| 2014 | Nolan Richardson     | Stati Uniti      |
| 2014 | Gary Williams        | Stati Uniti      |
| 2015 | John Calipari        | Stati Uniti      |
| 2015 | Lindsay Gaze         | Australia        |
| 2015 | Tom Heinsohn         | Stati Uniti      |
| 2016 | Tom Izzo             | Stati Uniti      |
| 2016 | John McLendon        | Stati Uniti      |
| 2017 | Robert Hughes        | Stati Uniti      |
| 2017 | Bill Self            | Stati Uniti      |
| 2017 | Muffet McGraw        | Stati Uniti      |
| 2018 | Lefty Driesell       | Stati Uniti      |
| 2019 | Bill Fitch           | Stati Uniti      |
| 2020 | Kim Mulkey           | Stati Uniti      |
| 2020 | Barbara Stevens      | Stati Uniti      |
| 2020 | Eddie Sutton         | Stati Uniti      |
| 2020 | Rudy Tomjanovich     | Stati Uniti      |
| 2021 | Rick Adelman         | Stati Uniti      |
| 2021 | Bill Russell         | Stati Uniti      |
| 2021 | Jay Wright           | Stati Uniti      |
| 2022 | Bob Huggins          | Stati Uniti      |
| 2022 | George Karl          | Stati Uniti      |
| 2022 | Marianne Stanley     | Stati Uniti      |
| 2023 | Gene Bess            | Stati Uniti      |
| 2023 | Gary Blair           | Stati Uniti      |
| 2023 | David Hixon          | Stati Uniti      |
| 2023 | Gene Keady           | Stati Uniti      |
| 2023 | Gregg Popovich       | Stati Uniti      |
| 2024 | Harley Redin         | Stati Uniti      |
| 2024 | Bo Ryan              | Stati Uniti      |
| 2024 | Charles Smith        | Stati Uniti      |

## Arbitri
Requisito per l'inserimento è che l'arbitro sia ritirato da almeno cinque anni oppure, se ancora in attività, che abbia arbitrato per almeno 25 anni.
| Anno | Nome             | Nazione     |
| ---- | ---------------- | ----------- |
| 1959 | Pat Kennedy      | Stati Uniti |
| 1960 | George Hepbron   | Stati Uniti |
| 1961 | George Hoyt      | Stati Uniti |
| 1961 | David Tobey      | Stati Uniti |
| 1961 | Ernie Quigley    | Canada      |
| 1961 | David Walsh      | Stati Uniti |
| 1978 | John Nucatola    | Stati Uniti |
| 1979 | Jim Enright      | Stati Uniti |
| 1980 | Dallas Shirley   | Stati Uniti |
| 1983 | Lloyd Leith      | Stati Uniti |
| 1986 | Red Mihalik      | Stati Uniti |
| 1995 | Earl Strom       | Stati Uniti |
| 2007 | Mendy Rudolph    | Stati Uniti |
| 2012 | Hank Nichols     | Stati Uniti |
| 2015 | Dick Bavetta     | Stati Uniti |
| 2016 | Darell Garretson | Stati Uniti |
| 2022 | Hugh Evans       | Stati Uniti |

## Contributori
Sono inseriti come contributori coloro che hanno contribuito in modo significativo allo sviluppo della pallacanestro. Tra i primi 7 eletti nel 1959 figura anche il canadese James Naismith, inventore della pallacanestro.
| Anno | Nome                  | Nazione                 |
| ---- | --------------------- | ----------------------- |
| 1959 | Amos Alonzo Stagg     | Stati Uniti             |
| 1959 | Ed Hickox             | Stati Uniti             |
| 1959 | Harold Olsen          | Stati Uniti             |
| 1959 | James Naismith        | Canada                  |
| 1959 | Luther Gulick         | Stati Uniti             |
| 1959 | Oswald Tower          | Stati Uniti             |
| 1959 | Ralph Morgan          | Stati Uniti             |
| 1960 | H.V. Porter           | Stati Uniti             |
| 1961 | Arthur Schabinger     | Stati Uniti             |
| 1961 | Arthur Trester        | Stati Uniti             |
| 1961 | John O'Brien          | Stati Uniti             |
| 1962 | Frank Morgenweck      | Stati Uniti             |
| 1962 | Lynn St. John         | Stati Uniti             |
| 1963 | William Reid          | Stati Uniti             |
| 1964 | John Bunn             | Stati Uniti             |
| 1964 | Ned Irish             | Stati Uniti             |
| 1964 | Renato William Jones  | Regno Unito             |
| 1965 | Bill Mokray           | Stati Uniti             |
| 1965 | Tony Hinkle           | Stati Uniti             |
| 1965 | Walter A. Brown       | Stati Uniti             |
| 1968 | Clair Bee             | Stati Uniti             |
| 1969 | Chuck Taylor          | Stati Uniti             |
| 1971 | Abe Saperstein        | Inghilterra Stati Uniti |
| 1972 | Bob Douglas           | Stati Uniti             |
| 1972 | Cliff Wells           | Stati Uniti             |
| 1972 | Eddie Gottlieb        | Stati Uniti             |
| 1973 | Elmer Ripley          | Stati Uniti             |
| 1974 | Harry Fisher          | Stati Uniti             |
| 1974 | Maurice Podoloff      | Stati Uniti             |
| 1975 | Emil Liston           | Stati Uniti             |
| 1979 | John McLendon         | Stati Uniti             |
| 1979 | Pete Newell           | Canada Stati Uniti      |
| 1980 | Les Harrison          | Stati Uniti             |
| 1981 | Ferenc Hepp           | Ungheria                |
| 1981 | Walter Kennedy        | Stati Uniti             |
| 1982 | Alva Duer             | Stati Uniti             |
| 1983 | Louis Wilke           | Stati Uniti             |
| 1984 | Cliff Fagan           | Stati Uniti             |
| 1984 | Ed Steitz             | Stati Uniti             |
| 1985 | Senda Berenson Abbott | Stati Uniti             |
| 1985 | Bertha Teague         | Stati Uniti             |
| 1991 | Borislav Stanković    | Serbia                  |
| 1991 | Larry O'Brien         | Stati Uniti             |
| 1991 | Larry Fleisher        | Stati Uniti             |
| 1999 | Fred Zollner          | Stati Uniti             |
| 1999 | Wayne Embry           | Stati Uniti             |
| 2000 | C.M. Newton           | Stati Uniti             |
| 2000 | Danny Biasone         | Italia Stati Uniti      |
| 2003 | Chick Hearn           | Stati Uniti             |
| 2003 | Earl Lloyd            | Stati Uniti             |
| 2003 | Meadowlark Lemon      | Stati Uniti             |
| 2004 | Jerry Colangelo       | Stati Uniti             |
| 2005 | Hubie Brown           | Stati Uniti             |
| 2006 | Dave Gavitt           | Stati Uniti             |
| 2008 | Dick Vitale           | Stati Uniti             |
| 2008 | Bill Davidson         | Stati Uniti             |
| 2010 | Jerry Buss            | Stati Uniti             |
| 2011 | Satch Sanders         | Stati Uniti             |
| 2012 | Don Barksdale         | Stati Uniti             |
| 2012 | Phil Knight           | Stati Uniti             |
| 2013 | Russ Granik           | Stati Uniti             |
| 2013 | E.B. Henderson        | Stati Uniti             |
| 2014 | Nat Clifton           | Stati Uniti             |
| 2014 | David Stern           | Stati Uniti             |
| 2015 | George Raveling       | Stati Uniti             |
| 2016 | Jerry Reinsdorf       | Stati Uniti             |
| 2017 | Mannie Jackson        | Stati Uniti             |
| 2017 | Tom Jernstedt         | Stati Uniti             |
| 2017 | Jerry Krause          | Stati Uniti             |
| 2018 | Rod Thorn             | Stati Uniti             |
| 2018 | Rick Welts            | Stati Uniti             |
| 2019 | Al Attles             | Stati Uniti             |
| 2020 | Patrick Baumann       | Svizzera                |
| 2021 | Val Ackerman          | Stati Uniti             |
| 2021 | Cotton Fitzsimmons    | Stati Uniti             |
| 2021 | Howard Garfinkel      | Stati Uniti             |
| 2022 | Larry Costello        | Stati Uniti             |
| 2022 | Del Harris            | Stati Uniti             |
| 2023 | Jim Valvano           | Stati Uniti             |
| 2024 | Doug Collins          | Stati Uniti             |
| 2024 | Herb Simon            | Stati Uniti             |
| 2024 | Jerry West            | Stati Uniti             |

## Giocatori
L'unico requisito previsto per l'inserimento di un cestista è che sia ritirato da almeno cinque anni.
I primi ad essere stati inseriti nel 1959 sono stati gli statunitensi Chuck Hyatt, Hank Luisetti, George Mikan e John Schommer. Tre dei membri sono stati successivamente iscritti anche come allenatori: si tratta di John Wooden, Lenny Wilkens e Bill Sharman.
| Anno | Nome                        | Nazione      |
| ---- | --------------------------- | ------------ |
| 1959 | Chuck Hyatt                 | Stati Uniti  |
| 1959 | Hank Luisetti               | Stati Uniti  |
| 1959 | George Mikan                | Stati Uniti  |
| 1959 | John Schommer               | Stati Uniti  |
| 1960 | Vic Hanson                  | Stati Uniti  |
| 1960 | Ed Macauley                 | Stati Uniti  |
| 1960 | Branch McCracken            | Stati Uniti  |
| 1960 | Stretch Murphy              | Stati Uniti  |
| 1960 | John Wooden                 | Stati Uniti  |
| 1961 | Bennie Borgmann             | Stati Uniti  |
| 1961 | Forrest DeBernardi          | Stati Uniti  |
| 1961 | Bob Kurland                 | Stati Uniti  |
| 1961 | Andy Phillip                | Stati Uniti  |
| 1961 | John Roosma                 | Stati Uniti  |
| 1961 | Christian Steinmetz         | Stati Uniti  |
| 1961 | Ed Wachter                  | Stati Uniti  |
| 1962 | Jack McCracken              | Stati Uniti  |
| 1962 | Pat Page                    | Stati Uniti  |
| 1962 | Barney Sedran               | Stati Uniti  |
| 1962 | Cat Thompson                | Stati Uniti  |
| 1963 | Ace Gruenig                 | Stati Uniti  |
| 1964 | Bud Foster                  | Stati Uniti  |
| 1964 | Nat Holman                  | Stati Uniti  |
| 1964 | Honey Russell               | Stati Uniti  |
| 1966 | Joe Lapchick                | Stati Uniti  |
| 1969 | Dutch Dehnert               | Stati Uniti  |
| 1970 | Bob Davies                  | Stati Uniti  |
| 1971 | Bob Cousy                   | Stati Uniti  |
| 1971 | Bob Pettit                  | Stati Uniti  |
| 1972 | Paul Endacott               | Stati Uniti  |
| 1972 | Marty Friedman              | Stati Uniti  |
| 1973 | John Beckman                | Stati Uniti  |
| 1973 | Dolph Schayes               | Stati Uniti  |
| 1974 | Ernest Schmidt              | Stati Uniti  |
| 1975 | Joe Brennan                 | Stati Uniti  |
| 1975 | Bill Russell                | Stati Uniti  |
| 1975 | Fuzzy Vandivier             | Stati Uniti  |
| 1976 | Tom Gola                    | Stati Uniti  |
| 1976 | Moose Krause                | Stati Uniti  |
| 1976 | Bill Sharman                | Stati Uniti  |
| 1977 | Elgin Baylor                | Stati Uniti  |
| 1977 | Tarzan Cooper               | Stati Uniti  |
| 1977 | Laddie Gale                 | Stati Uniti  |
| 1977 | Skinny Johnson              | Stati Uniti  |
| 1978 | Paul Arizin                 | Stati Uniti  |
| 1978 | Joe Fulks                   | Stati Uniti  |
| 1978 | Cliff Hagan                 | Stati Uniti  |
| 1978 | Jim Pollard                 | Stati Uniti  |
| 1979 | Wilt Chamberlain            | Stati Uniti  |
| 1980 | Jerry Lucas                 | Stati Uniti  |
| 1980 | Oscar Robertson             | Stati Uniti  |
| 1980 | Jerry West                  | Stati Uniti  |
| 1981 | Tom Barlow                  | Stati Uniti  |
| 1982 | Hal Greer                   | Stati Uniti  |
| 1982 | Slater Martin               | Stati Uniti  |
| 1982 | Frank Ramsey                | Stati Uniti  |
| 1982 | Willis Reed                 | Stati Uniti  |
| 1983 | Bill Bradley                | Stati Uniti  |
| 1983 | Dave DeBusschere            | Stati Uniti  |
| 1983 | Jack Twyman                 | Stati Uniti  |
| 1984 | John Havlicek               | Stati Uniti  |
| 1984 | Sam Jones                   | Stati Uniti  |
| 1985 | Al Cervi                    | Stati Uniti  |
| 1985 | Nate Thurmond               | Stati Uniti  |
| 1986 | Billy Cunningham            | Stati Uniti  |
| 1986 | Tom Heinsohn                | Stati Uniti  |
| 1987 | Rick Barry                  | Stati Uniti  |
| 1987 | Walt Frazier                | Stati Uniti  |
| 1987 | Bob Houbregs                | Canada       |
| 1987 | Pete Maravich               | Stati Uniti  |
| 1987 | Bobby Wanzer                | Stati Uniti  |
| 1988 | Clyde Lovellette            | Stati Uniti  |
| 1988 | Bobby McDermott             | Stati Uniti  |
| 1988 | Wes Unseld                  | Stati Uniti  |
| 1989 | Pop Gates                   | Stati Uniti  |
| 1989 | K.C. Jones                  | Stati Uniti  |
| 1989 | Lenny Wilkens               | Stati Uniti  |
| 1990 | Dave Bing                   | Stati Uniti  |
| 1990 | Elvin Hayes                 | Stati Uniti  |
| 1990 | Neil Johnston               | Stati Uniti  |
| 1990 | Earl Monroe                 | Stati Uniti  |
| 1991 | Nate Archibald              | Stati Uniti  |
| 1991 | Dave Cowens                 | Stati Uniti  |
| 1991 | Harry Gallatin              | Stati Uniti  |
| 1992 | Sergej Belov                | Russia       |
| 1992 | Lusia Harris                | Stati Uniti  |
| 1992 | Connie Hawkins              | Stati Uniti  |
| 1992 | Bob Lanier                  | Stati Uniti  |
| 1992 | Nera White                  | Stati Uniti  |
| 1993 | Walt Bellamy                | Stati Uniti  |
| 1993 | Julius Erving               | Stati Uniti  |
| 1993 | Dan Issel                   | Stati Uniti  |
| 1993 | Dick McGuire                | Stati Uniti  |
| 1993 | Ann Meyers                  | Stati Uniti  |
| 1993 | Calvin Murphy               | Stati Uniti  |
| 1993 | Ul'jana Semënova            | Lettonia     |
| 1993 | Bill Walton                 | Stati Uniti  |
| 1994 | Carol Blazejowski           | Stati Uniti  |
| 1994 | Buddy Jeannette             | Stati Uniti  |
| 1995 | Kareem Abdul-Jabbar         | Stati Uniti  |
| 1995 | Anne Donovan                | Stati Uniti  |
| 1995 | Vern Mikkelsen              | Stati Uniti  |
| 1995 | Cheryl Miller               | Stati Uniti  |
| 1996 | Krešimir Ćosić              | Croazia      |
| 1996 | George Gervin               | Stati Uniti  |
| 1996 | Gail Goodrich               | Stati Uniti  |
| 1996 | Nancy Lieberman             | Stati Uniti  |
| 1996 | David Thompson              | Stati Uniti  |
| 1996 | George Yardley              | Stati Uniti  |
| 1997 | Joan Crawford               | Stati Uniti  |
| 1997 | Denise Curry                | Stati Uniti  |
| 1997 | Alex English                | Stati Uniti  |
| 1997 | Bailey Howell               | Stati Uniti  |
| 1998 | Larry Bird                  | Stati Uniti  |
| 1998 | Marques Haynes              | Stati Uniti  |
| 1998 | Arnie Risen                 | Stati Uniti  |
| 1999 | Kevin McHale                | Stati Uniti  |
| 2000 | Bob McAdoo                  | Stati Uniti  |
| 2000 | Isiah Thomas                | Stati Uniti  |
| 2001 | Moses Malone                | Stati Uniti  |
| 2002 | Magic Johnson               | Stati Uniti  |
| 2002 | Dražen Petrović             | Croazia      |
| 2003 | Dino Meneghin               | Italia       |
| 2003 | Robert Parish               | Stati Uniti  |
| 2003 | James Worthy                | Stati Uniti  |
| 2004 | Dražen Dalipagić            | Serbia       |
| 2004 | Clyde Drexler               | Stati Uniti  |
| 2004 | Maurice Stokes              | Stati Uniti  |
| 2004 | Lynette Woodard             | Stati Uniti  |
| 2005 | Hortência de Fátima Marcari | Brasile      |
| 2006 | Charles Barkley             | Stati Uniti  |
| 2006 | Joe Dumars                  | Stati Uniti  |
| 2006 | Dominique Wilkins           | Stati Uniti  |
| 2008 | Adrian Dantley              | Stati Uniti  |
| 2008 | Patrick Ewing               | Stati Uniti  |
| 2008 | Hakeem Olajuwon             | Stati Uniti  |
| 2009 | Michael Jordan              | Stati Uniti  |
| 2009 | David Robinson              | Stati Uniti  |
| 2009 | John Stockton               | Stati Uniti  |
| 2010 | Cynthia Cooper-Dyke         | Stati Uniti  |
| 2010 | Dennis Johnson              | Stati Uniti  |
| 2010 | Gus Johnson                 | Stati Uniti  |
| 2010 | Karl Malone                 | Stati Uniti  |
| 2010 | Ubiratan Pereira Maciel     | Brasile      |
| 2010 | Scottie Pippen              | Stati Uniti  |
| 2011 | Dennis Rodman               | Stati Uniti  |
| 2011 | Chris Mullin                | Stati Uniti  |
| 2011 | Arvydas Sabonis             | Lituania     |
| 2011 | Artis Gilmore               | Stati Uniti  |
| 2011 | Teresa Edwards              | Stati Uniti  |
| 2011 | Goose Tatum                 | Stati Uniti  |
| 2012 | Katrina McClain             | Stati Uniti  |
| 2012 | Mel Daniels                 | Stati Uniti  |
| 2012 | Reggie Miller               | Stati Uniti  |
| 2012 | Ralph Sampson               | Stati Uniti  |
| 2012 | Chet Walker                 | Stati Uniti  |
| 2012 | Jamaal Wilkes               | Stati Uniti  |
| 2013 | Roger Brown                 | Stati Uniti  |
| 2013 | Richie Guerin               | Stati Uniti  |
| 2013 | Bernard King                | Stati Uniti  |
| 2013 | Gary Payton                 | Stati Uniti  |
| 2013 | Oscar Schmidt               | Brasile      |
| 2013 | Dawn Staley                 | Stati Uniti  |
| 2014 | Šarūnas Marčiulionis        | Lituania     |
| 2014 | Alonzo Mourning             | Stati Uniti  |
| 2014 | Mitch Richmond              | Stati Uniti  |
| 2014 | Guy Rodgers                 | Stati Uniti  |
| 2015 | Louie Dampier               | Stati Uniti  |
| 2015 | Spencer Haywood             | Stati Uniti  |
| 2015 | John Isaacs                 | Stati Uniti  |
| 2015 | Lisa Leslie                 | Stati Uniti  |
| 2015 | Dikembe Mutombo             | RD del Congo |
| 2015 | Jo Jo White                 | Stati Uniti  |
| 2016 | Zelmo Beaty                 | Stati Uniti  |
| 2016 | Allen Iverson               | Stati Uniti  |
| 2016 | Shaquille O'Neal            | Stati Uniti  |
| 2016 | Cumberland Posey            | Stati Uniti  |
| 2016 | Sheryl Swoopes              | Stati Uniti  |
| 2016 | Yao Ming                    | Cina         |
| 2017 | Tracy McGrady               | Stati Uniti  |
| 2017 | Rebecca Lobo                | Stati Uniti  |
| 2017 | Zack Clayton                | Stati Uniti  |
| 2017 | Nikos Galīs                 | Grecia       |
| 2017 | George McGinnis             | Stati Uniti  |
| 2018 | Ray Allen                   | Stati Uniti  |
| 2018 | Maurice Cheeks              | Stati Uniti  |
| 2018 | Grant Hill                  | Stati Uniti  |
| 2018 | Jason Kidd                  | Stati Uniti  |
| 2018 | Steve Nash                  | Canada       |
| 2018 | Dino Rađa                   | Croazia      |
| 2018 | Charlie Scott               | Stati Uniti  |
| 2018 | Katie Smith                 | Stati Uniti  |
| 2018 | Tina Thompson               | Stati Uniti  |
| 2018 | Ora Washington              | Stati Uniti  |
| 2019 | Carl Braun                  | Stati Uniti  |
| 2019 | Chuck Cooper                | Stati Uniti  |
| 2019 | Vlade Divac                 | Serbia       |
| 2019 | Bobby Jones                 | Stati Uniti  |
| 2019 | Sidney Moncrief             | Stati Uniti  |
| 2019 | Jack Sikma                  | Stati Uniti  |
| 2019 | Teresa Weatherspoon         | Stati Uniti  |
| 2019 | Paul Westphal               | Stati Uniti  |
| 2020 | Kobe Bryant                 | Stati Uniti  |
| 2020 | Tamika Catchings            | Stati Uniti  |
| 2020 | Tim Duncan                  | Stati Uniti  |
| 2020 | Kevin Garnett               | Stati Uniti  |
| 2021 | Chris Bosh                  | Stati Uniti  |
| 2021 | Bob Dandridge               | Stati Uniti  |
| 2021 | Yolanda Griffith            | Stati Uniti  |
| 2021 | Lauren Jackson              | Australia    |
| 2021 | Fats Jenkins                | Stati Uniti  |
| 2021 | Toni Kukoč                  | Croazia      |
| 2021 | Pearl Moore                 | Stati Uniti  |
| 2021 | Paul Pierce                 | Stati Uniti  |
| 2021 | Ben Wallace                 | Stati Uniti  |
| 2021 | Chris Webber                | Stati Uniti  |
| 2022 | Tim Hardaway                | Stati Uniti  |
| 2022 | Emanuel Ginóbili            | Argentina    |
| 2022 | Lindsay Whalen              | Stati Uniti  |
| 2022 | Swin Cash                   | Stati Uniti  |
| 2022 | Lou Hudson                  | Stati Uniti  |
| 2022 | Theresa Grentz              | Stati Uniti  |
| 2022 | Radivoj Korać               | Jugoslavia   |
| 2022 | Sonny Boswell               | Stati Uniti  |
| 2022 | Inman Jackson               | Stati Uniti  |
| 2022 | Runt Pullins                | Stati Uniti  |
| 2023 | Pau Gasol                   | Spagna       |
| 2023 | Becky Hammon                | Stati Uniti  |
| 2023 | Dirk Nowitzki               | Germania     |
| 2023 | Tony Parker                 | Francia      |
| 2023 | Dwyane Wade                 | Stati Uniti  |
| 2024 | Dick Barnett                | Stati Uniti  |
| 2024 | Chauncey Billups            | Stati Uniti  |
| 2024 | Vince Carter                | Stati Uniti  |
| 2024 | Michael Cooper              | Stati Uniti  |
| 2024 | Walter Davis                | Stati Uniti  |
| 2024 | Michele Timms               | Australia    |

## Squadre
| Anno | Nome                                        | Nazione     |
| ---- | ------------------------------------------- | ----------- |
| 1959 | The First Team                              | Stati Uniti |
| 1959 | Original Celtics                            | Stati Uniti |
| 1961 | Buffalo Germans                             | Stati Uniti |
| 1963 | New York "Rens"                             | Stati Uniti |
| 2002 | Harlem Globetrotters                        | Stati Uniti |
| 2007 | Texas Western 1965-1966                     | Stati Uniti |
| 2010 | Nazionale USA alle Olimpiadi 1960           | Stati Uniti |
| 2010 | Dream Team                                  | Stati Uniti |
| 2012 | All American Red Heads                      | Stati Uniti |
| 2014 | Immaculata Mighty Macs (femminile)          | Stati Uniti |
| 2019 | Tennessee A&I Tigers 1957-1959              | Stati Uniti |
| 2019 | Wayland Baptist Flying Queens 1948-1982     | Stati Uniti |
| 2023 | Nazionale USA femminile alle Olimpiadi 1976 | Stati Uniti |